# Baibing Cuo
Baibing Cuo (kinesiska: 白冰错) är en sjö i Kina. Den ligger i den autonoma regionen Tibet, i den sydvästra delen av landet, omkring 820 kilometer nordväst om regionhuvudstaden Lhasa. Baibing Cuo ligger 4 879 meter över havet. Arean är 8,5 kvadratkilometer. Trakten runt Baibing Cuo är ofruktbar med lite eller ingen växtlighet. Den sträcker sig 3,9 kilometer i nord-sydlig riktning, och 4,1 kilometer i öst-västlig riktning.
Genomsnittlig årsnederbörd är 197 millimeter. Den regnigaste månaden är juni, med i genomsnitt 45 mm nederbörd, och den torraste är november, med 2 mm nederbörd.